# Prémio Imperial da Academia do Japão
O Prémio Imperial da Academia do Japão (恩賜賞・日本学士院賞) é um prémio prestigioso atribuído pela Academia do Japão aos que não são membros da organização honorífica, em reconhecimento às suas teses académicas, livros e realizações.
O prémio foi concedido originalmente pela Academia Imperial entre 1911 a 1945, que no período do pós-guerra foi rebatizada como Academia do Japão; e o nome deste prémio foi alterado em conformidade. O Prémio da Academia do Japão, substancialmente similar, é entregue desde então, após esta evolução de 1947.

## Galardoados
| Edição   | Ano  | Galardoados          | Retrato | Grau académico                            |
| -------- | ---- | -------------------- | ------- | ----------------------------------------- |
| I        | 1911 | Hisashi Kimura       |         | Scientiae Doctor                          |
| II       | 1912 | Ariga Nagao          |         | Doutor em Direito Litterarum doctor       |
| II       | 1912 | Yū Fujikawa          |         |                                           |
| II       | 1912 | Hirase Sakugorō      |         |                                           |
| II       | 1912 | Seiichiro Ikeno      |         | Scientiae Doctor                          |
| III      | 1913 | Ryosuke Muraoka      |         |                                           |
| III      | 1913 | Kumakatsu Kosaka     |         | Doutor em Medicina                        |
| IV       | 1914 | Sunao Tawara         |         | Doutor em Medicina                        |
| V        | 1915 | Hideyo Noguchi       |         | Doutor em Medicina Scientiae Doctor       |
| VI       | 1916 | Toru Oya             |         |                                           |
| VI       | 1916 | Taisuke Hayashi      |         | Litterarum doctor                         |
| VI       | 1916 | Ryukichi Inada       |         | Doutor em Medicina                        |
| VI       | 1916 | Yasushi Ido          |         |                                           |
| VII      | 1917 | Nobutsuna Sasaki     |         | Litterarum doctor                         |
| VII      | 1917 | Torahiko Terada      |         | Scientiae Doctor                          |
| VIII     | 1918 | Hidematsu Wada       |         |                                           |
| VIII     | 1918 | Taiken Kimura        |         |                                           |
| VIII     | 1918 | Keita Shibata        |         | Scientiae Doctor                          |
| IX       | 1919 | Jun Ishihara         |         | Scientiae Doctor                          |
| X        | 1920 | Kaneyuki Miura       |         | Litterarum doctor                         |
| X        | 1920 | Mitsumaru Tsujimoto  |         | Doutor em Engenharia                      |
| XI       | 1921 | Zennosuke Tsuji      |         | Litterarum doctor                         |
| XI       | 1921 | Gennosuke Fuse       |         | Doutor em Medicina                        |
| XII      | 1922 | Toshio Takamine      |         | Scientiae Doctor                          |
| XII      | 1922 | Usaburo Yishida      |         | Scientiae Doctor                          |
| XIII     | 1923 | Tokutomi Sohō        |         |                                           |
| XIII     | 1923 | Shigematsu Kakimura  |         |                                           |
| XIII     | 1923 | Yasuhiko Aasahina    |         | Pharmaciae Doctor                         |
| XIII     | 1923 | Suekichi Kinoshita   |         | Scientiae Doctor                          |
| XIV      | 1924 | Kuniji Yashiro       |         | Litterarum doctor                         |
| XIV      | 1924 | Takaoki Sasaki       |         | Doutor em Medicina                        |
| XV       | 1925 | Keiki Yabuki         |         | Litterarum doctor                         |
| XV       | 1925 | Nagaho Mononobe      |         | Doutor em Engenharia                      |
| XVI      | 1926 | Keiki Yabuki         |         |                                           |
| XVI      | 1926 | Nagaho Mononobe      |         | Scientiae Doctor                          |
| XVII     | 1927 | Shigeru Kato         |         | Litterarum doctor                         |
| XVII     | 1927 | Yūji Shibata         |         | Scientiae Doctor                          |
| XVIII    | 1928 | Masao Kambe          |         | Doutor em Direito                         |
| XVIII    | 1928 | Sōichi Kakeya        |         | Scientiae Doctor                          |
| XIX      | 1929 | Toshi Shida          |         | Scientiae Doctor                          |
| XX       | 1930 | Buntarō Adachi       |         | Doutor em Medicina                        |
| XXI      | 1931 | Katsutada Sezawa     |         | Doutor em Engenharia                      |
| XXII     | 1932 | Kyōsuke Kindaichi    |         |                                           |
| XXII     | 1932 | Kiyoo Wadati         |         | Scientiae Doctor                          |
| XXIII    | 1933 | Jirō Tsuji           |         | Doutor em Engenharia                      |
| XXIII    | 1933 | Bunsuke Suzuki       |         | Doutoramento em Agricultura               |
| XXIV     | 1934 | Noboru Niida         |         |                                           |
| XXIV     | 1934 | Seitaro Tsuboi       |         | Scientiae Doctor                          |
| XXV      | 1935 | Shimpei Ogura        |         | Litterarum doctor                         |
| XXV      | 1935 | Shinsho Hanayama     |         |                                           |
| XXVI     | 1936 | Hisayosi Ogawa       |         |                                           |
| XXVI     | 1936 | Takaoki Sasaki       |         | Doutor em Medicina                        |
| XXVI     | 1936 | Tomizo Yoshida       |         |                                           |
| XXVII    | 1937 | Shinkichi Horiba     |         | Scientiae Doctor                          |
| XXVII    | 1937 | Yasujiro Niwa        |         | Doutor em Engenharia                      |
| XXVIII   | 1938 | San-ichiro Mizushima |         |                                           |
| XXIX     | 1939 | Ken Ishikawa         |         |                                           |
| XXIX     | 1939 | Ken Kure             |         | Doutor em Medicina                        |
| XXX      | 1940 | Asaji Nose           |         |                                           |
| XXX      | 1940 | Hideki Yukawa        |         | Scientiae Doctor                          |
| XXX      | 1940 | Juro Horiuti         |         | Scientiae Doctor                          |
| XXXI     | 1941 | Eiichi Matsumoto     |         | Litterarum doctor                         |
| XXXI     | 1941 | Kinjiro Okabe        |         | Doutor em Engenharia                      |
| XXXI     | 1941 | Yas Kuno             |         | Doutor em Medicina                        |
| XXXII    | 1942 | Enku Uno             |         | Litterarum doctor                         |
| XXXIII   | 1943 | Junpei Shinobu       |         | Doutor em Direito                         |
| XXXIII   | 1943 | Tanemoto Furuhata    |         | Doutor em Medicina                        |
| XXXIII   | 1943 | Hitoshi Kihara       |         | Scientiae Doctor                          |
| XXXIV    | 1944 | Tomosaburo Ogata     |         | Doutor em Medicina                        |
| XXXV     | 1945 | Tokushichi Mishima   |         | Doutor em Engenharia                      |
| XXXV     | 1945 | Kyōji Funada         |         | Doutor em Direito                         |
| XXXV     | 1945 | Takahiro Okuno       |         |                                           |
| XXXVI    | 1946 | Hakaru Masumoto      |         | Scientiae Doctor                          |
| XXXVII   | 1947 | Takeo Matsumura      |         | Litterarum doctor                         |
| XXXVIII  | 1948 | Saburo Ienaga        |         |                                           |
| XXXIX    | 1949 | Kakuji Goto          |         | Doutoramento em Agricultura               |
| XL       | 1950 | Shoichi Sakata       |         | Scientiae Doctor                          |
| XLI      | 1951 | Yoshiyuki Toyama     |         | Doutor em Engenharia                      |
| XLII     | 1952 | Seiichi Mizuno       |         |                                           |
| XLII     | 1952 | Toshio Nagahiro      |         |                                           |
| XLIII    | 1953 | Tomizo Yoshida       |         | Doutor em Medicina                        |
| XLIV     | 1954 | Jitsuzo Tamura       |         | Litterarum doctor                         |
| XLIV     | 1954 | Yukio Kobayashi      |         |                                           |
| XLV      | 1955 | Yoshio Fujita        |         | Scientiae Doctor                          |
| XLVI     | 1956 | Masuzo Shikata       |         | Doutoramento em Agricultura               |
| XLVI     | 1956 | Isamu Tachi          |         | Doutoramento em Agricultura               |
| XLVII    | 1957 | Hajime Nakamura      |         | Litterarum doctor                         |
| XLVIII   | 1958 | Ryozo Niizeki        |         | Litterarum doctor                         |
| XLIX     | 1959 | Isao Imai            |         | Scientiae Doctor                          |
| L        | 1960 | Osamu Takata         |         |                                           |
| L        | 1960 | Takuji Ito           |         |                                           |
| L        | 1960 | Kazuo Yamasaki       |         | Doutoramento em Agricultura               |
| L        | 1960 | Aki Uyeno            |         |                                           |
| L        | 1960 | Taka Yanagisawa      |         |                                           |
| L        | 1960 | Tsugio Miya          |         |                                           |
| LI       | 1961 | Shigeo Okinaka       |         | Doutor em Medicina                        |
| LII      | 1962 | Tomoichi Sasabuchi   |         | Litterarum doctor                         |
| LIII     | 1963 | Takeo Nagamiya       |         | Scientiae Doctor                          |
| LIV      | 1964 | Kiyoshi Mutō         |         | Doutor em Engenharia                      |
| LV       | 1965 | Noriyuki Kojima      |         | Litterarum doctor                         |
| LVI      | 1966 | Egaku Mayeda         |         | Litterarum doctor                         |
| LVII     | 1967 | Kōsaku Yosida        |         | Scientiae Doctor                          |
| LVIII    | 1968 | Tatsuo Nishida       |         | Litterarum doctor                         |
| LIX      | 1969 | Ryogo Kubo           |         | Scientiae Doctor                          |
| LX       | 1970 | Hidetaka Nakamura    |         |                                           |
| LX       | 1970 | Seizo Okamura        |         |                                           |
| LXI      | 1971 | Mataji Miyamoto      |         | Doutor em Economia                        |
| LXI      | 1971 | Chushiro Hayashi     |         | Scientiae Doctor                          |
| LXII     | 1972 | Tadashi Matsushita   |         | Litterarum doctor                         |
| LXII     | 1972 | Setsurō Ebashi       |         | Doutor em Medicina                        |
| LXIII    | 1973 | Takuichi Takeshima   |         | Doutor em Engenharia                      |
| LXIII    | 1973 | Jun Kondo            |         | Scientiae Doctor                          |
| LXIV     | 1974 | Tsugio Mikami        |         | Litterarum doctor                         |
| LXIV     | 1974 | Kimishige Ishizaka   |         | Doutor em Medicina                        |
| LXV      | 1975 | Jikido Takasaki      |         | Litterarum doctor                         |
| LXV      | 1975 | Minoru Oda           |         | Scientiae Doctor                          |
| LXVI     | 1976 | Takashi Sugimura     |         | Doutor em Medicina                        |
| LXVII    | 1977 | Shinji Takahashi     |         | Doutor em Medicina                        |
| LXVIII   | 1978 | Kiyoshi Itō          |         | Scientiae Doctor                          |
| LXIX     | 1979 | Yoshihide Kozai      |         | Scientiae Doctor                          |
| LXX      | 1980 | Yoshio Okada         |         | Doutor em Medicina                        |
| LXXI     | 1981 | Yasuiti Nagano       |         | Doutor em Medicina                        |
| LXXII    | 1982 | Kokiti Hara          |         |                                           |
| LXXII    | 1982 | Shizuo Kakutani      |         | Scientiae Doctor                          |
| LXXIII   | 1983 | Teruaki Mukaiyama    |         | Scientiae Doctor                          |
| LXXIV    | 1984 | Seizen Nakasone      |         |                                           |
| LXXIV    | 1984 | Gakuzo Tamura        |         | Doutoramento em Agricultura               |
| LXXV     | 1985 | Ryo Sato             |         | Scientiae Doctor                          |
| LXXVI    | 1986 | Masao Ito            |         | Doutor em Medicina                        |
| LXXVII   | 1987 | Toshio Fukuyama      |         | Doutor em Engenharia                      |
| LXXVII   | 1987 | Toshimitsu Yamazaki  |         | Scientiae Doctor                          |
| LXXVIII  | 1988 | Susumu Nishimura     |         | Scientiae Doctor                          |
| LXXIX    | 1989 | Tomi Saeki           |         | Litterarum doctor                         |
| LXXIX    | 1989 | Yorio Hinuma         |         | Doutor em Medicina                        |
| LXXX     | 1990 | Koji Nakanishi       |         | Scientiae Doctor                          |
| LXXXI    | 1991 | Yoshinori Kobayashi  |         | Litterarum doctor                         |
| LXXXI    | 1991 | Akira Tonomura       |         | Doutor em Engenharia                      |
| LXXXII   | 1992 | Chushichi Tsuzuki    |         | Doutoramento em filosofia                 |
| LXXXII   | 1992 | Tadamitsu Kishimoto  |         | Doutor em Medicina                        |
| LXXXIII  | 1993 | Issei Tanaka         |         | Litterarum doctor                         |
| LXXXIII  | 1993 | Yasuo Tanaka         |         | Scientiae Doctor                          |
| LXXXIV   | 1994 | Makoto Kumada        |         | Doutor em Engenharia                      |
| LXXXIV   | 1994 | Hideki Sakurai       |         | Scientiae Doctor                          |
| LXXXV    | 1995 | Toru Mineya          |         |                                           |
| LXXXV    | 1995 | Yoshio Fukao         |         | Scientiae Doctor                          |
| LXXXVI   | 1996 | Tasuku Honjo         |         | Doutor em Medicina                        |
| LXXXVII  | 1997 | Shigetada Nakanishi  |         | Doutor em Medicina                        |
| LXXXVIII | 1998 | Toshio Yanagida      |         | Doutor em Engenharia                      |
| LXXXIX   | 1999 | Susumu Fuma          |         | Litterarum doctor                         |
| LXXXIX   | 1999 | Yoshito Kishi        |         | Scientiae Doctor                          |
| XC       | 2000 | Tsugitaka Sato       |         | Litterarum doctor                         |
| XC       | 2000 | Shigekazu Nagata     |         | Scientiae Doctor                          |
| XCI      | 2001 | Fumio Hayashi        |         | Doutoramento em filosofia                 |
| XCI      | 2001 | Makoto Asashima      |         | Scientiae Doctor                          |
| XCII     | 2002 | Takahiro Fujimoto    |         | Doutoramento em Administração de Empresas |
| XCII     | 2002 | Sumio Iijima         |         | Scientiae Doctor                          |
| XCIII    | 2003 | Mitsuhiro Yanagida   |         | Scientiae Doctor                          |
| XCIV     | 2004 | Chikahi Suma         |         |                                           |
| XCIV     | 2004 | Takeshi Yasumoto     |         | Doutoramento em Agricultura               |
| XCV      | 2005 | Kazuya Katō          |         | Scientiae Doctor                          |
| XCVI     | 2006 | Shuh Narumiya        |         | Doutor em Medicina                        |
| XCVII    | 2007 | Senzo Hidemura       |         | Doutor em Economia                        |
| XCVII    | 2007 | Shizuo Akira         |         | Doutor em Medicina                        |
| XCVIII   | 2008 | Keiji Morokuma       |         | Doutor em Engenharia                      |
| XCIX     | 2009 | Tetumi Murakami      |         | Litterarum doctor                         |
| XCIX     | 2009 | Tōru Eguchi          |         | Scientiae Doctor                          |
| C        | 2010 | Akira Omote          |         | Litterarum doctor                         |
| C        | 2010 | Shinya Yamanaka      |         | Doutor em Medicina                        |
| CI       | 2011 | Akira Satake         |         | Doutoramento em Teologia                  |
| CI       | 2011 | Hideaki Miyata       |         | Doutor em Engenharia                      |
| CII      | 2012 | Kazuyoshi Yoshikawa  |         | Litterarum doctor                         |
| CII      | 2012 | Keiichi Namba        |         | Doutor em Engenharia                      |
| CIII     | 2013 | Jun Matsuura         |         |                                           |
| CIII     | 2013 | Yoshinori Tokura     |         | Doutor em Engenharia                      |
| CIV      | 2014 | Isamu Akasaki        |         | Doutor em Engenharia                      |
| CV       | 2015 | Hideo Hosono         |         | Doutor em Engenharia                      |
| CVI      | 2016 | Kazutoshi Mori       |         | Pharmaciae Doctor                         |
| CVII     | 2017 | Akira Hasegawa       |         | Scientiae Doctor                          |
| CVIII    | 2018 | Takeshi Matsumura    |         |                                           |
| CVIII    | 2018 | Chikashi Toyoshima   |         | Scientiae Doctor                          |